# David Wilson (Schwimmer, 1960)
David „Dave“ Dennis Wilson (* 5. Oktober 1960 in Long Beach, Kalifornien) ist ein ehemaliger Schwimmer aus den Vereinigten Staaten, der je eine olympische Gold- und Silbermedaille gewann.

## Karriere
David Wilson begann beim Lynwood Swim Club. Bis 1983 besuchte er die University of California, Berkeley.
Bei der Universiade 1981 gewann Wilson die Silbermedaille mit der 4-mal-100-Meter-Lagenstaffel. Drei Jahre später bei den Olympischen Spielen 1984 in Los Angeles schwamm er im Vorlauf die zweitschnellste Zeit über 100 Meter Rücken. Im Endlauf siegte sein Landsmann Rick Carey mit 0,56 Sekunden Vorsprung vor Wilson und dem Kanadier Mike West. Am Tag nach dem Finale über 100 Meter Rücken qualifizierte sich die 4-mal-100-Meter-Lagenstaffel der Vereinigten Staaten in der Besetzung Dave Wilson, Richard Schroeder, Michael Heath und Tom Jager mit der zweitbesten Zeit hinter den Australiern für das Finale. Im Endlauf schwammen Rick Carey, Steve Lundquist, Pablo Morales und Rowdy Gaines in Weltrekordzeit zur Goldmedaille vor den Kanadiern und den Australiern. 1984 erhielten erstmals auch Schwimmer, die nur im Staffelvorlauf eingesetzt worden waren, eine olympische Medaille.
Nach seiner Graduierung in Berkeley 1983 machte Wilson seinen MBA an der Southern Methodist University. Er war später im Immobiliengeschäft tätig. 2009 gründete er in Tennessee seine eigene Immobilienfirma.